# Фортепіано Шопена (вірш)

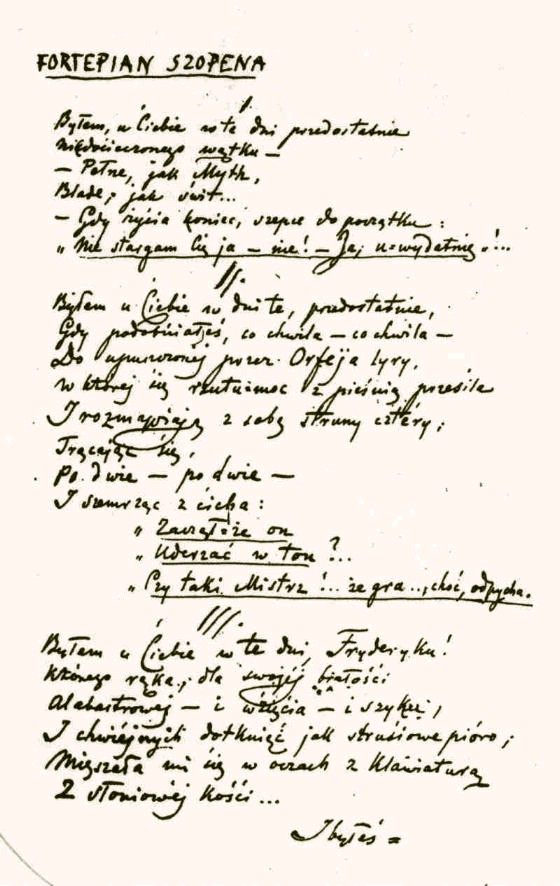
Рукопис «Фортепіано Шопена»

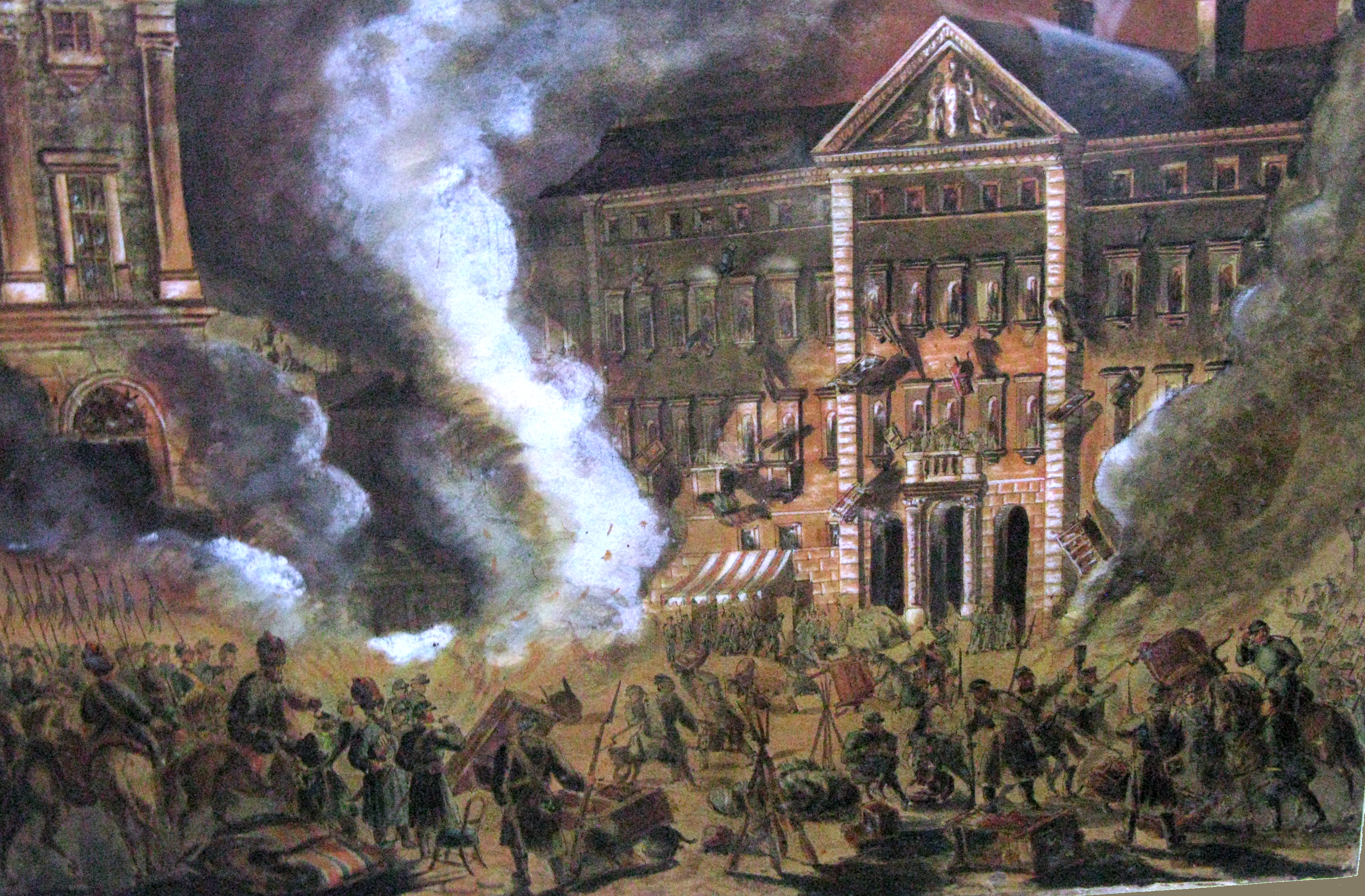
Російська армія зносить палац Замойських після нападу на Берга

Фортепіано Шопена — вірш Ципріана Каміля Норвіда, опублікований у 1865 році.
Твір написаний на рубежі 1863—1864 років. Після незначних змін він був включений до Іди за мною (Vade-mecum, XLIX). Вірш натякає на справжню подію. 19 вересня 1863 року січневі повстанці здійснили невдалий замах на губернатора Теодора Берга, кинувши бомбу з вікна Замойського палацу в Краківському Передмісті у Варшаві. На помсту росіяни знесли будівлю палацу, кинувши фортепіано, на якім Фридерик Шопен грав під час перебування у Варшаві, на бруківку.
Творчість Шопена представлена у творі як синтез середземноморської культури (античність, християнство) та польських традицій, ідеальне поєднання змісту (натхнення) та форми, а також найвищий ступінь художності, доступний лише деяким митцям. Музика має силу підняти реальність до ідеалу, перетворити її на ідеальну істоту. Поема показує конфлікт між досконалою красою, прирівняною до добра, та історією, життям та реальністю, заплямованою злом. Викидання фортепіано символізує знищення найвищих цінностей, добра жорстоким і примітивним злом. Однак тріумф не остаточний, оскільки — незважаючи на руйнування об'єкта — цінності, які він символізує, збережуться в традиції. Акт страждання стає викупленням і може несподівано, проти руйнівних намірів, принести добрі плоди. Ідеал і краса дістаються людям.